# Lowry Crossing (Teksas)
Lowry Crossing je grad u američkoj saveznoj državi Teksas. Prema popisu stanovništva iz 2010. u njemu je živjelo 1.711 stanovnika.